# Нурутдинов, Дамир Махмутович
Дамир Махмутович Нурутдинов (Нуретдинов; тат. Дамир Мәхмүт улы Нуретдинов; 14 июня 1937 — 2 апреля 2019) — советский работник нефтяной промышленности, бурильщик, Герой Социалистического Труда.

## Биография
Родился 14 июня 1937 года в селе Красный Бор Агрызского района Татарской АССР.
До 1956 года Нурутдинов трудился в колхозе. Служил в Советской армии артиллеристом-наводчиком на Сахалине. Затем решил стать нефтяником и в 1958—1963 годах работал помощником бурильщика. С 1963 по 1967 годы был уже бурильщиком, а до 1995 года работал буровым мастером Альметьевского управления буровых работ «Татнефти».
Дамир Махмутович выступил с инициативой и призывом ко всем бурильщикам страны начать строительство скважин с проведением полного цикла работ по единому наряду, став автором метода работы «Нефтяные скважины — на поток». За пять лет его бригада пробурила 95 скважин, а 24 марта 1980 года она завершила пятилетний план, за что Нурутдинову было присвоено звание Героя Социалистического Труда.
Наряду с производственной, занимался и общественной деятельностью, был делегатом XVII съезда профсоюзов СССР, членом ЦК профсоюза рабочих нефтяной и газовой промышленности, членом облсовпрофа и многократно — депутатом городского совета.
Находясь на пенсии, Нурутдинов был руководителем первичной организации «Герои Татарстана» в Альметьевске.

## Награды
- В 1980 году Д. М. Нурутдинову было присвоено звание Героя Социалистического Труда с вручением ордена Ленина.
- Также был награждён орденами Трудового Красного Знамени, «Знак Почета» и медалями.
- Является лауреатом Государственной премии СССР (1978, за выдающиеся достижения в труде, наивысшую производительность при добыче нефти на основе эффективного использования техники и прогрессивной технологии) и Премии им. Губкина.
- Заслуженный работник нефтяной и газовой промышленности Татарской АССР (1977) и РСФСР (1987), «Почетный нефтяник СССР», «Заслуженный работник нефтяной и газовой промышленности РФ».

- В 2012 году Нурутдинов был удостоен высшей государственной награды Республики Татарстан — ордена «За заслуги перед Республикой Татарстан», получив одновременно ключи от легкового автомобиля «Фиат».[2]